# Guy Vassal (rugby)
Pour les articles homonymes, voir Guy Vassal et Vassal.

a Compétitions nationales et continentales officielles uniquement.

b Matchs officiels uniquement.
Guy Vassal, né le 12 novembre 1914 à Carcassonne et mort le 21 décembre 1980 à Marseille, est un joueur international français de rugby à XV et de rugby à XIII évoluant aux postes de demi d'ouverture ou de demi de mêlée.
Il réussit des débuts en rugby à XV au sein de l'US Carcassonne l'amenant à être sélectionné à deux reprises avec l'équipe de France en 1938 contre l'Allemagne et la Roumanie. En 1938, il change de code et rejoint le rugby à XIII en même temps que l'AS Carcassonne, toutefois la Seconde Guerre mondiale prend place et la pratique du rugby à XIII est interdite en France à la suite d'une décision du régime de Vichy, il retourne ainsi au rugby à XV. À la sortie de la guerre, il évolue alors à Toulon disputant notamment la finale du Championnat de France en 1948 aux côtés de Léon Bordenave, Pierre Jeanjean et Firmin Bonnus, il y connaît Jacques Merquey arrivé en 1949. En 1949, il retourne au rugby à XIII en s'engageant avec Marseille détenu par Paul Ricard, il y devient par la suite entraîneur et vit l'âge d'or du club avec de nombreuses finales nationales dans un effectif comprenant Henri Durand, François Rinaldi, Jean Dop, Raoul Pérez et Jacques Merquey, puis entraîné le Toulouse olympique XIII durant les années 1950. Il est également à plusieurs reprises sélectionneur de l'équipe de France de rugby à XIII entre 1952 et 1961, côtoyant dans son rôle Jean Barrès, François Nouel, Jean Duhau, Antoine Blain et René Duffort, puis devient par la suite directeur technique du Stade Vélodrome de Marseille permettant au club treiziste de survivre assez longuement grâce à un accord avec Marcel Leclerc alors président de l'Olympique de Marseille.

## Palmarès

### Rugby à XV
- Collectif : 
  - Finaliste du Championnat de France : 1948 (RC Toulon).

### Rugby à XIII

#### En tant que joueur
- Collectif :

#### En tant qu'entraîneur
- Collectif : 
  - Finaliste du Championnat de France : 1952 (Marseille).